# David Byrne (Politiker)

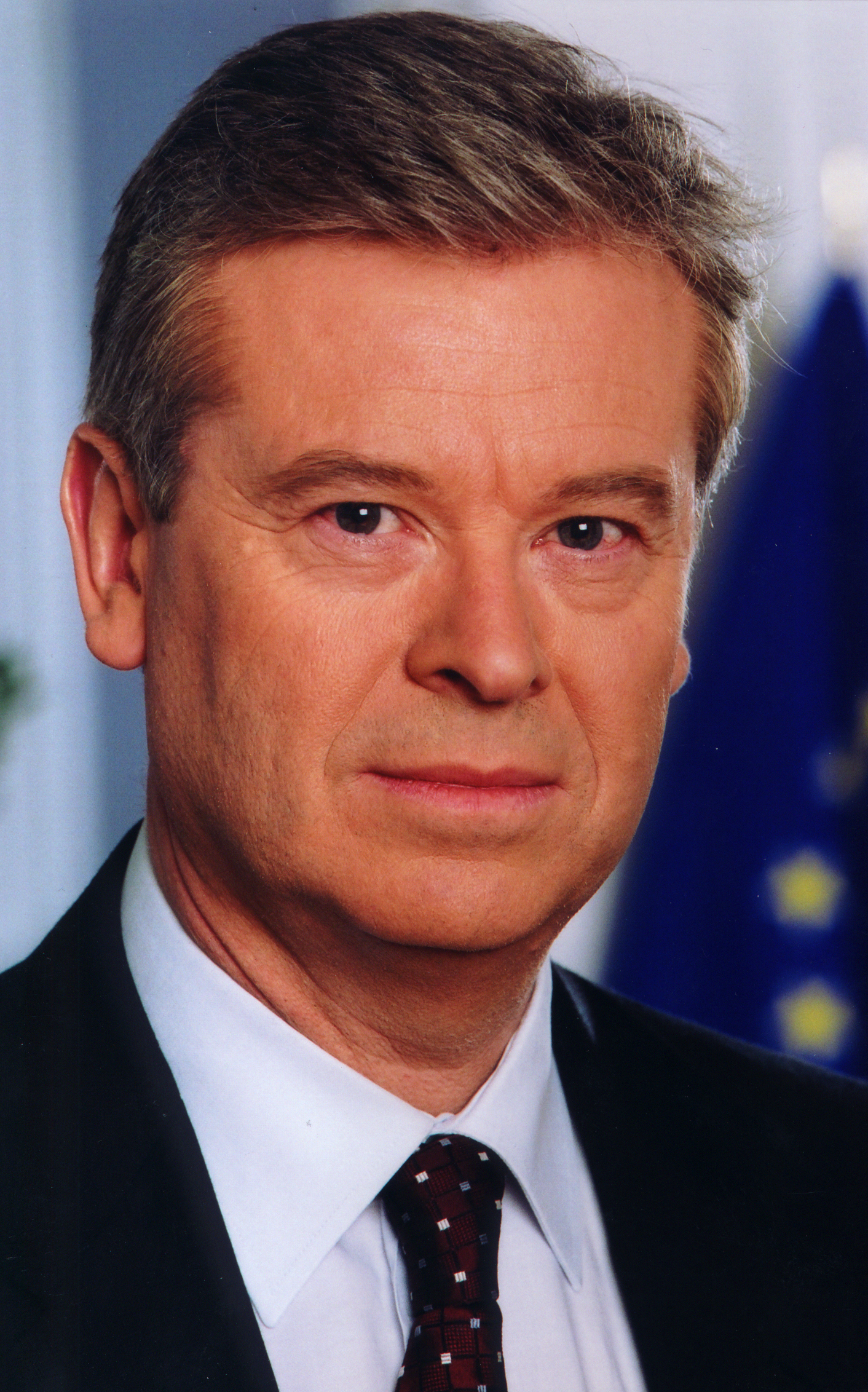
David Byrne, 2001

David Byrne [ˈdeɪvɪd bɜːn] (* 26. April 1947) ist ein irischer Politiker und  war bis November 2004 EU-Kommissar.
Byrne studierte Jura und wurde 1970 als Rechtsanwalt zugelassen. Nach einer Karriere in der irischen Anwaltskammer und einigen Ausflügen in die Politik als Berater in juristischen Einzelfragen wurde er 1997 Generalstaatsanwalt.
Er war von 1999 bis 2004 Kommissar für Gesundheit und Verbraucherschutz in der Europäischen Kommission. In seine Verantwortung fielen insbesondere die EU-Richtlinien zum Tabakwerbeverbot, etwa das Verbot von irreführenden Bezeichnungen wie „light“ oder „mild“ für Tabakprodukte, oder der Entwurf einer EU-Verordnung zum Verbot sogenannter Health claims, d. h. gesundheitsbezogener Angaben zu Lebensmitteln (Health-Claims-Verordnung).
David Byrne ist verheiratet und hat drei Kinder.